# 西野花恋
西野 花恋（にしの かれん、1998年7月22日 - ）は、日本のグラビアアイドル、元ジュニアアイドル。

## 人物
- 姉は西野小春[1]。
- かつてはいもうとシスターズ関東2期生として活動していた[2]。
- 2013年以来活動を中止していたが、2017年、グラビアアイドルとして活動を再開した。

## 出演

### テレビ
- 中居正広の金曜日のスマたちへ 気になるオンナスペシャル（TBS） - 林下美奈子（学生時代） 役

## 作品

### DVD・Blu-ray
- たっぷり 西野花恋（2011年2月10日発売、アイマックス）
- 純真無垢 〜ホワイトレーベル〜 西野花恋 （2011年5月10日発売、アイマックス）
- ニーハイコレクション 〜絶対領域〜 西野花恋 （2011年7月10日発売、アイマックス）
- コイビト目線 花恋とふたりっきり 目線をそらすな、ボクの妹…（2011年10月10日発売、アイマックス）
- しまコレ 〜しましまコレクション〜 西野花恋（2011年10月25日発売、アイマックス）
- 純真無垢 〜ホワイトレーベル〜 西野花恋 Part2（2011年12月10日発売、アイマックス）
- ニーハイコレクション 〜絶対領域〜 西野花恋 Part2（2012年2月10日発売、アイマックス）
- いもうと目線 花恋とふたりっきり 目線をそらすな、ボクの妹…（2012年2月25日発売、アイマックス）
- 純真無垢 〜ホワイトレーベル〜 西野花恋 Part3（2012年4月10日発売、アイマックス）
- ニーハイコレクション 〜絶対領域〜 西野花恋 Part3（2012年6月10日発売、アイマックス）
- いもうと目線 花恋とふたりっきり 目線そらすな、ボクの妹… Part2（2012年7月25日発売、アイマックス）
- 夏アルバム・西野花恋13歳（2012年7月31日発売、大洋図書）
- 夏少女 西野花恋（2012年8月25日発売、アイマックス）
- 夏少女 西野花恋 Part2（2012年9月25日発売、アイマックス）
- CUTIE MONSTER・西野花恋（2012年10月26日発売、大洋図書）
- コイビト目線 花恋とふたりっきり 目線そらすな、ボクの妹… Part2（2012年11月25日発売、アイマックス）
- かれん日和 西野花恋（2012年12月22日発売、アイマックス）
- 夏少女 西野花恋 Part3（2013年2月10日発売、アイマックス）
- 春アルバム・西野花恋14歳（2013年3月29日発売、大洋図書）
- 天真爛漫 西野花恋（2013年4月25日発売、アイマックス）
- しまコレ 〜しましまコレクション〜 西野花恋 Part2（2013年6月25日発売、アイマックス）
- いもうと目線 花恋とふたりっきり 目線そらすな、ボクの妹… Part3（2013年8月25日発売、アイマックス）
- 天真爛漫 西野花恋 Part2（2013年8月25日発売、アイマックス）
- 夏少女 西野花恋 Part4（2013年10月25日発売、アイマックス）
- Girl Friend 西野花恋（2013年11月30日発売、ベルウッド）
- 天真爛漫 西野花恋 Part3（2013年12月10日発売、アイマックス）
- 美少女学園 vol.1 西野花恋（2017年5月25日発売、ウーノ）
- ニーハイコレクション（2017年9月25日発売、ウーノ）
- 純真無垢 西野花恋 〜新章〜（2017年11月25日発売、ウーノ）
- 等身大 西野花恋 〜新章〜（2018年2月25日発売、ウーノ）[3]
- ニーハイコレクション -新章- Part2 （2018年7月25日発売、ウーノ）

### その他
- 写真集『気だるげな少女』（撮影：須崎祐次、2018年10月29日発売、玄光社、他モデル：山中真由美、近藤あさみ、きゅうり、カガリ）[4]